# Toward the Sea
Toward the Sea er et værk af den japanske komponist Toru Takemitsu bestilt af Greenpeace til Save the Whales-kampagnen.

## Form
Towards the Sea eksisterer i tre separate versioner:
- Den første, komponeret i 1981 for altfløjte og guitar
- Den anden, også komponeret i 1981, er for altfløjte, harpe og strygeorkester
- Den tredje, skrevet i 1989, er for altfløjte og harpe uden orkester.

Hver version varer omkring 11 minutter.
Værket er inddelt i tre sektioner—"The Night", "Moby Dick" og "Cape Cod". Disse titler henviser til Herman Melvilles roman Moby Dick. Komponisten ønskede at fremhæve den spirituelle dimension af bogen ved at citere passagen "meditation and water are wedded together". Han har også sagt, at "The music is a homage to the sea which creates all things and a sketch for the sea of tonality"; Toward the Sea blev skrevet på en tid, hvor Takemitsu i stigende grad vendte tilbage til tonalitet efter en periode med eksperimentel komposition.
Det meste af værket er skrevet i ubunden taktart, altså uden taktstreger (bortset fra den anden version for at muliggøre direktion). I hver version har fløjten den primære melodiske linje til dels baseret på et motiv, som staver "sea": Es (udtalt som et S)-E-A. Dette motiv dukkede op igen i flere af Takemitsus senere værker.